# 圣福里安街
圣福里安街（波蘭語：Ulica Floriańska w Krakowie）是克拉科夫老城的主要街道之一，也是克拉科夫最著名的街道之一。

## 位置
圣福里安街出现在1257年城市扩展的规划中。1241年的蒙古入侵曾经摧毁了城市。它标志着皇家之路的开始，从中央集市广场的东北端，通往圣福里安门，长335（1,099英尺）。沿街现有51座编号的建筑物。这条街以聖福里安命名。
这条街上拥有许多著名地标，多为公寓：
- 1号，黑人公寓
- 2号，薄荷公寓

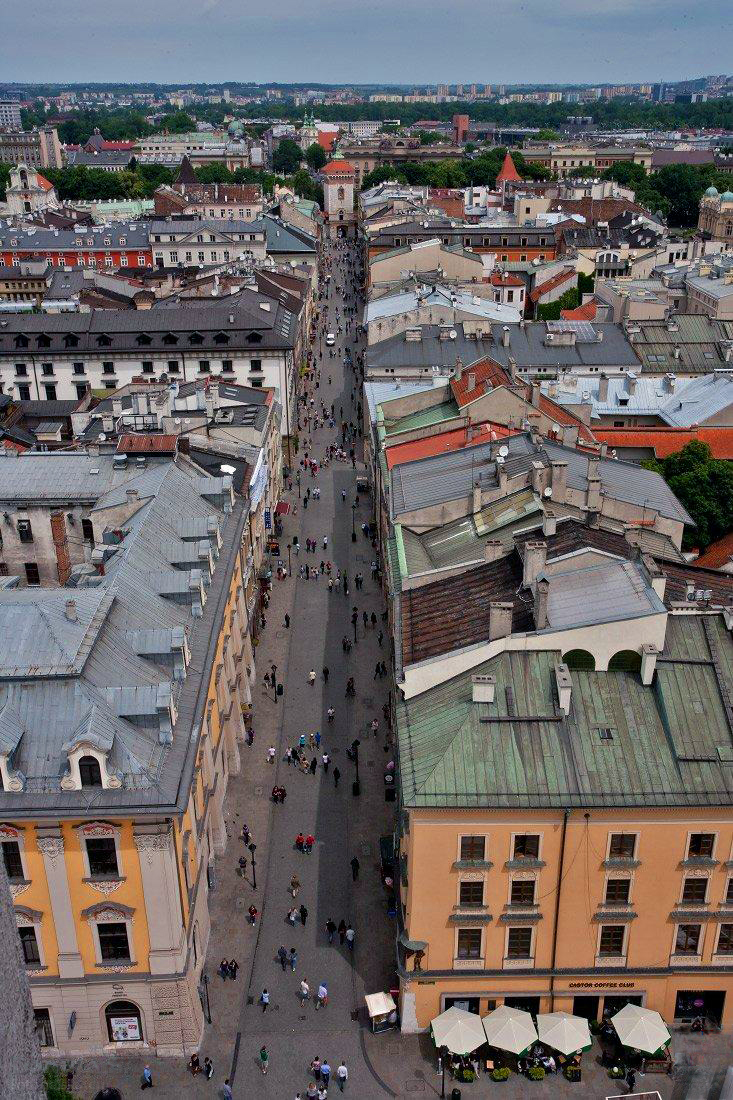
圣福里安街，从圣母圣殿 (克拉科夫)看去

- 13号，Amendzińska公寓 (又名Kmita Palace)
- 14号，Pod Rózą酒店
- 25号，雅盖隆大学医学院药学博物馆（Muzeum Farmacji Collegium Medicum Uniwersytetu Jagiellońskiego）
- 41号，扬·马特伊科故居
- 45号，贾马·米哈利克咖啡馆（Jama Michalika）[4]

这条街的东北端穿过圣福里安门。
今天，这条街成了重要旅游景点，大部分建筑开设商店、餐厅、咖啡馆。2007年，波兰杂志“Wprost”将圣福里安街列为波兰第三著名的街道，以及克拉科夫最著名的街道，仅次于华沙的新世界街（Nowy Świat Street）和克拉科夫郊区街（Krakowskie Przedmieście）。在2011年和2013年，圣福里安街的租金名列波兰第二位，仅次于新世界街。